# Lincoln (Pensilvania)
Lincoln es un borough ubicado en el condado de Allegheny en el estado estadounidense de Pensilvania. En el año 2000 tenía una población de 1.218 habitantes y una densidad poblacional de 94.1 personas por km².

## Geografía
Lincoln se encuentra ubicado en las coordenadas 40°17′27″N 79°51′5″O / 40.29083, -79.85139.

## Demografía
Según la Oficina del Censo en 2000 los ingresos medios por hogar en la localidad eran de $37,917 y los ingresos medios por familia eran $43,333. Los hombres tenían unos ingresos medios de $35,852 frente a los $21,131 para las mujeres. La renta per cápita para la localidad era de $18,447. Alrededor del 9.1% de la población estaba por debajo del umbral de pobreza.